# Barbara Sonneborn
Barbara Sonneborn (* 1944 in Chicago, Vereinigte Staaten) ist eine US-amerikanische Fotografin. Ihr Dokumentarfilm Wir bedauern, Ihnen mitteilen zu müssen wurde 1999 für den Oscar nominiert.

## Leben
Barbara Sonneborn war mit ihrem Mann Jeff verheiratet, der 1968 im Vietnamkrieg fiel. Sonneborn machte sich als bildende Künstlerin selbstständig und arbeitete vor allem als Fotografin. Ihre Fotos wurden unter anderem im San Francisco Museum of Modern Art ausgestellt. Daneben entwarf sie Installationen und Bühnenbilder. Zusammen mit der Autorin Joanne Ryder veröffentlichte sie außerdem ein Buch mit Porträtfotos, die Tier und Mensch nebeneinander darstellen.
1988 begann sie ihre Familiengeschichte aufzuarbeiten und widmete sich einem Projekt in Vietnam. Mit einem Filmproduktionsteam begann sie nach Vietnamkriegswitwen zu suchen, um deren Geschichte zu dokumentieren. Sie traf auf über 200 Witwen. 1992 reiste sie mit Nguyen Ngoc Xua, einer Frau aus Südvietnam mit ähnlichem Schicksal, die zwischenzeitlich einen US-amerikanischen Soldaten geheiratet hatte, als Übersetzerin nach Vietnam und interviewte dort mehrere Vietnamesinnen. Die Ergebnisse dokumentierte sie in dem 60-minütigen Dokumentarfilm Wir bedauern, Ihnen mitteilen zu müssen. Dieser wurde neben der Oscar-Nominierungen mit mehreren Preisen bedacht: 1999 erhielt Sonneborn den Regiepreis des Sundance Film Festivals und den Truer than Fiction-Award.

## Filmografie
- 1998: Wir bedauern, Ihnen mitteilen zu müssen